# Катхакалі
Катгака́лі (малаялам:കഥകളി) — особлива форма мистецтва, звана нрітья, де актори мовою жесту (мудра) розповідають глядачам історії індійського епосу. Пантоміму супроводжує співочий акомпанемент, текст якого — аттакатха — складає так званий літературний сценарій.

## Історія

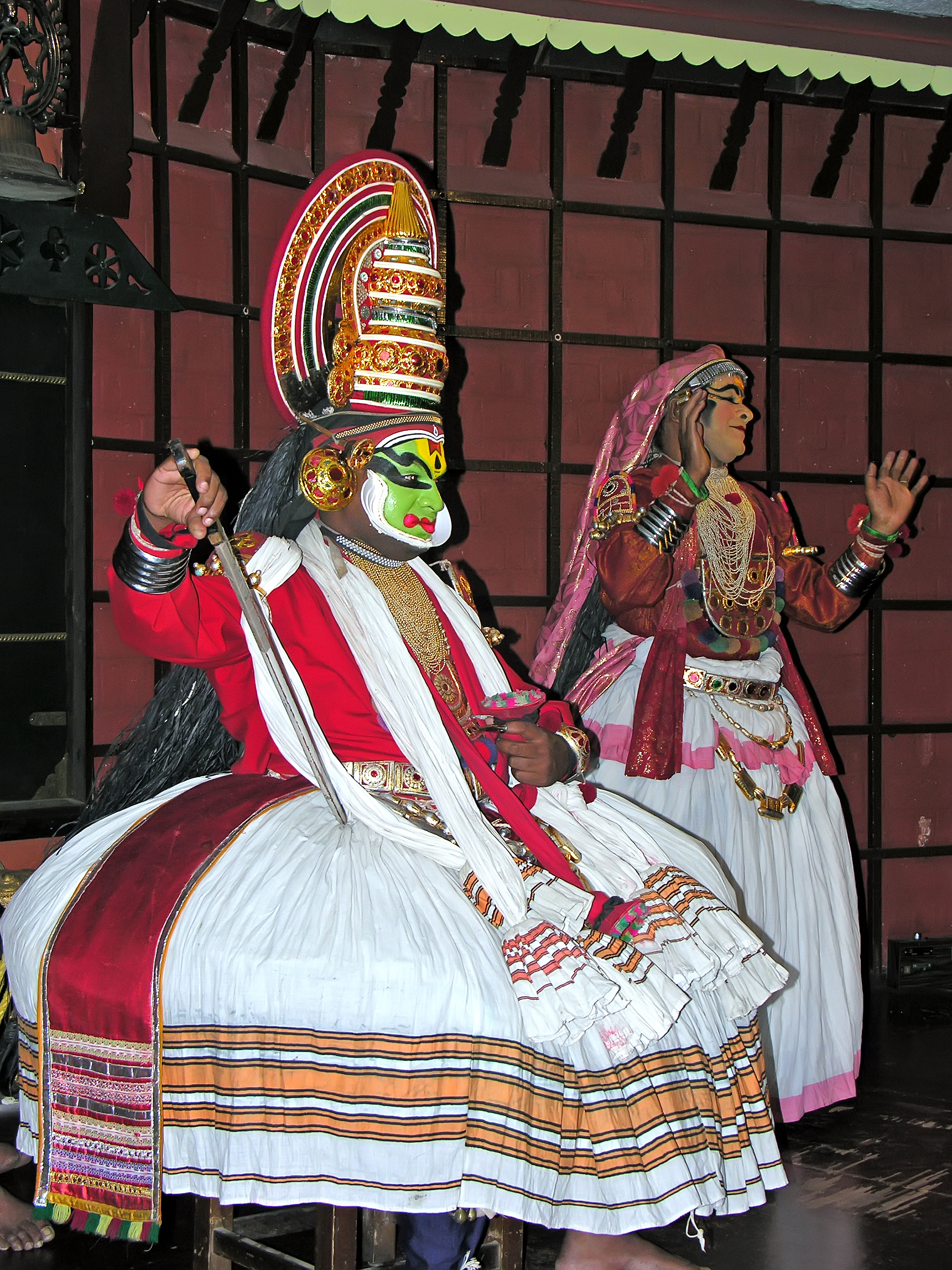
Сцена з катгакалі

Штат Керала в Індії вважається тією областю, де виникла танцювальна драма катгакалі, що поступово здобула загальноіндійську популярність. Текст складався переважно  малаяламською та тамільською мовами, з додавання слів із санскриту, іноді суто на санскриті.
Традиційно катгакалі виконувалося на відкритому місці в місячну ніч і тривало до світанку. Сюжетом катгакалі переважно є сцени з давньоіндійських епосів «Махабхарати» і «Рамаяни». Актори катгакалі — чоловіки, яких готують у спеціальних школах. Навчання починається з 11-річного віку і триває 5-6 років. У склад трупи артистів катгакалі зазвичай входять кілька танцюристів, оркестр з 4 осіб і 2-3 виконавця речитативу, які показували б зображуваний сюжет.

## Розвиток
Період розквіту катгакалі — з середини XVIII ст. до середини XIX ст. найвідомішими авторами були Унаї Варьяр та Кунчан Намбіар. До середини XIX ст. катгакалі занепав. Ключову роль у його відродження зіграв малаяламський поет Нараяна Менон Валлатхол.